# Martín de Acebedo
Fray Martín de Acebedo O.P., fue un religioso dominico y escritor nacido en la Villa Alta de San Ildefonso en la diócesis de Oaxaca en el siglo XVI.

## Biografía
Acebedo tomó el hábito de Santo Domingo en el convento de Oaxaca, y estudió en el Real Colegio de San Luis de la Puebla de los Ángeles, pues aún no estaban divididas estas dos provincias de la orden de Predicadores.
Acebedo fue prior en varios conventos, vicario provincial y visitador y tuvo por hermano a un fray Diego provincial de la misma orden en 1616, y dejó escritas manuscritas dos obras:
- De autos en lengua mixteca.
- Otra de dramas en lengua chocha.

## Obras
- Autos sacramentales en lengua mixteca
- Dramas
- No se sabe mas